# Crawfurdia campanulacea
Crawfurdia campanulacea là một loài thực vật có hoa trong họ Long đởm. Loài này được Wall. & Griff. ex C.B.Clarke mô tả khoa học đầu tiên năm 1883.